# كوكارو فيتيري
كوكارو فيتيري، (بالإنجليزية: Cuccaro Vetere)‏، هي مدينة و(بلدية) في مقاطعة ساليرنو، في منطقة كامبانيا، بجنوب غرب إيطاليا.

## السكان
في سنة 1861 بلغ عدد السكان 864 نسمة، وتطور العدد ليصل في سنة 2011 لـ 580 نسمة.
يظهر هذا المخطط البياني تطور النمو السكاني لـ كوكارو فيتيري